# Websponsoring
Der Begriff Websponsoring (synonym Onlinesponsoring) bezeichnet Formen des Sponsorings von Webangeboten.
Hierbei bezahlt ein Sponsor den Herausgeber oder die Redaktion einer Website für die Platzierung von Werbemitteln.
Idealerweise sollte zwischen dem Tätigkeitsfeld des Sponsors und der unterstützten Internetseite eine inhaltliche Beziehung bestehen, indem zum Beispiel ein Sportartikelhersteller eine Internetseite zum Thema Sport unterstützt.
Form und Umfang des Engagements des Sponsors können in beinahe beliebiger Form erfolgen, von der einfachen Platzierung von Werbebannern (Bannersponsoring), Logos oder Pop-ups bis hin zu einem exklusiven Vollsponsoring ("Diese Seite wird Ihnen präsentiert von der Firma XY"), bei dem oftmals eine optische Anpassung des Seitenlayouts an die Farben beziehungsweise das Corporate Design des Sponsors erwünscht ist.